# Cyanidiophyceae
Cyanidiophycées
Classe
Ordres de rang inférieur
- Cyanidiales

La classe des Cyanidiophyceae (ou Cyanidiophycées) est une classe d'algues rouges unicellulaires de la sous-division des Cyanidiophytina.

## Liste des ordres
Selon AlgaeBase (3 août 2013), ITIS (3 août 2013) et World Register of Marine Species (3 août 2013) :
- ordre des Cyanidiales T.Christensen